# Xaver Marnitz
Carl Xaver von Marnitz, verzichtete bei Unterschriften, wie in Livland nicht unüblich, auf das „von“, auch Xaver Karl Marnitz, geschrieben, lettisch Ksavers Marnics beziehungsweise Kārlis Ksavers fon Marnics, auch Iksa genannt (* 9. Augustjul. / 21. August 1855greg. im Pastorat Papendorf bei Wolmar, Gouvernement Livland, Russisches Kaiserreich; † lt. Hinrichtungsurteil am 30. Januar 1919 in der Lettischen SPR, vielleicht im Wald von Biķernieki bei Riga), war ein deutsch-baltischer Pfarrer. Er gilt als evangelisch-lutherischer Märtyrer.
Die Datumsangaben in diesem Artikel richten sich, wenn nicht anders angegeben, für den Zeitraum bis 1918 nach dem julianischen Kalender.

## Leben

### Werdegang
Xaver von Marnitz hatte deutsche Eltern, wuchs aber auf dem Land unter Letten auf, fühlte sich von Jugend an vor allem mit diesen verbunden, ohne seine eigene Herkunft zu verleugnen, und förderte deren Kultur. So war er, ebenso wie der 1905 ermordete Pastor Karl Schilling, der 1906 ermordete Propst Ludwig Zimmermann, die 1919 von Bolschewiki hingerichteten Geistlichen Hans Bielenstein, Alexander Bernewitz, Arnold von Rutkowski, Paul Fromhold-Treu, Christoph Strautmann, Karl Schlau, Eberhard Savary, Eugen Scheuermann und Wilhelm Gilbert und wie die Pastoren Gustav Cleemann und Erwin Gross, die an den Folgen ihrer Gefangenschaft bei den Bolschewiki starben, ordentliches Mitglied der Lettisch-Literärischen Gesellschaft. Diese wurde überwiegend von deutsch-baltischen Pastoren und Intellektuellen getragen. Für die Letten selbst war eine höhere Bildung zur Zeit der kaiserlich-russischen Vorherrschaft noch kaum zugänglich, ihre Kultur führte ein Schattendasein. Marnitz soll in seinem Verhalten keine Standesunterschiede gemacht haben, wie es später in einem Nachruf in der Rigaschen Zeitung hieß, der ihn als „gradsinnig, überzeugungstreu und lebensfrisch“ sowie allgemein geachtet charakterisierte.
Xaver von Marnitz galt als lernschwach, einmal Gelerntes behielt er aber lebenslang im Gedächtnis. Das Reiten und die Arbeit auf dem Acker lagen ihm sehr. Er besuchte zunächst von 1867 bis 1873 das Gymnasium in Pernau, später, von 1873 bis 1876 das Gouvernements-Gymnasium in Riga, das er mit dem Abitur abschloss. Von 1876 bis 1882 studierte er aus Überzeugung heraus Theologie an der Kaiserlichen Universität Dorpat, wo er der Fraternitas Rigensis und von 1877 bis 1878 dem Theologischen Verein Dorpat angehörte. Seine finanziellen Mittel waren gering, er schien aber seine Studentenzeit zu genießen. Er schloss sein Studium als graduierter Student ab und bestand 1882 die Prüfungen vor dem Konsistorium in Riga. 1882 bis 1883 verbrachte er sein Probejahr bei Pastor Auning in Sesswegen in Livland. Nach seiner Ordination am 20. Februar 1883 durch Generalsuperintendent Girgensohn in Riga war er Livländischer Pfarrvikar im Kirchspiel Katlekaln-Olai (lettisch: Katlakalns / Olaine). Von Oktober 1883 bis 1892 war er Pastor in Lasdohn (heute: Lazdonas, Madonas novads). 1883 bis 1889 und 1890 bis 1892 war er zugleich Pastor-Vikar in Stružan-Stirnian im Gouvernement Witebsk (Polnisch-Livland).
Von Marnitz setzte sich für Personen ein, die von der evangelischen zur russisch-orthodoxen Staatskirche konvertiert waren, und nun wieder lutherisch werden wollten. Dies führte naturgemäß zu Reibereien mit der orthodoxen Kirche. So musste er sich mehrmals vor Gericht dafür verantworten, wobei er sich selbst verteidigte. Dabei waren ihm seine Russisch-Kenntnisse dienlich. 1889 wurde er wegen dieser Konflikte für eine gewisse Zeit vom Dienst suspendiert.

### Pastor von Uexküll und Kirchholm
1892 wurde Xaver von Marnitz Pastor der mitgliederstarken Gemeinde Uexküll-Kirchholm bei Riga.
1893 wurde er Direktor der Prediger Wittwen- und Waisenkasse des Sprengels Riga.
Am 13. Januar 1893 wurde von Marnitz bei deren 572. Versammlung in Riga in die Gesellschaft für Geschichte und Alterthumskunde der Ostseeprovinzen Rußlands als ordentliches Mitglied aufgenommen.
Ein weiterer Prozess gegen von Marnitz fand am 8. Juli 1893 in nichtöffentlicher Sitzung vor der Delegation des Rigaer Bezirksgerichts in Wenden statt. Die Anklage lautete auf Verstoß gegen die Artikel 193 und 1576 des Strafgesetzbuches, da er orthodoxen Christen die Sakramente gespendet und Mischehen zwischen orthodoxen und anderen Christen ohne vorherige Einsegnung durch einen orthodoxen Geistlichen geschlossen habe. Die Urteilsverkündung erfolgte in öffentlicher Sitzung: von Marnitz wurde für schuldig befunden, gegen die Artikel 193, 1576 und 152 verstoßen zu haben, und für sechs Monate erneut von seinem Amt suspendiert. Ferner hatte er die Gerichtskosten von 25 Rubeln und 74 Kopeken zu tragen. Das Urteil wurde nach Appellation an die Gerichtspalate in Sankt Petersburg durch diese bestätigt; das Rigasche Bezirksgericht erhielt im März 1894 den Bescheid zur Urteilserfüllung.
An Exaudi, dem 5. Maijul. / 17. Mai 1896greg., wurde der Grundstein für die Erweiterung der örtlichen Kirche gelegt; von Marnitz als zuständiger Pastor wird in Text und Unterschrift der darin eingelegten Urkunde erwähnt.
1899 spendete er 23 Rubel an den Damenkreis zur Sammlung von Geldspenden für die Nothleidenden.
1900 wurde er Schulrevident des Kreises Riga.
Aus der großen Industriestadt Riga wurden revolutionäre Überzeugungen nach Uexküll und Kirchholm getragen. Von Marnitz' Gemeindearbeit galt als zuverlässig, wobei er seinem Vater als Seelsorger nacheiferte. Er galt als offen und geradlinig, womit er sich unter Personen mit anderer Weltanschauung Feinde machte. Von Marnitz drückte des Öfteren sein Bedauern über seine hitzige Natur aus. Er hatte anscheinend keine Probleme damit, offen seine Meinung zu sagen.

### Auswirkungen der Russischen Revolution von 1905
Während der Russischen Revolution von 1905 wurde Xaver von Marnitz von Revolutionären massiv bedroht, blieb aber trotz äußerster Gefahr bei seiner Gemeinde. Als Freunde ihn zur Flucht überreden wollten, sagte er:

„Wir sind dazu da, unsere Pflicht zu tun, den Erfolg Gott überlassend, meine Familie kommt in zweiter Reihe und darf nicht über mein Amt gehen.“

Er hielt täglich Fürbitte für Gemeindemitglieder, welche die Verantwortung für Kirchenschändungen trugen. Viele Nächte verbrachte er im Gebet für seine Gemeinde. In aller Öffentlichkeit wurde er auf der Straße von Revolutionären gefangen genommen und für zwei Tage in Isolationshaft gehalten. Seine Rettung aus dieser und anderen Situationen wurde als Hilfe Gottes gewertet; es kam auch das Gerücht auf, er trage einen Panzer, der ihn vor sämtlichen Hieben und Stichen schütze.
Nach der Ermordung des Propstes Ludwig Zimmermann übernahm er stellvertretend dessen Amt als Propst des Rigaschen Sprengels, da er als standhaft und besonnen galt. Danach wurde er wie andere Landpastoren im September 1906 in Drohbriefen aufgefordert, sein Pastorat zu verlassen; andernfalls werde er ebenfalls getötet. Andere Geistliche, die der Aufforderung nicht nachkamen, bezahlten ihre Entscheidung tatsächlich mit dem Leben (siehe Navigationsleiste). Seine Amtszeit galt als die chaotischste, mit der ein Propst zu kämpfen hatte, seine Arbeit galt aber als mutig und zuverlässig. Von Marnitz erhöhte durch sein Ausharren bei seiner Gemeinde die Zuneigung seiner lettischen Gemeindeglieder, wie der lettische Pastor Behrsing in seiner Laudatio zum 25-jährigen Amtsjubiläum später urteilte (siehe unten). Schreibarbeit schätzte von Marnitz nicht, er war mehr an der Praxis orientiert und stand in dem Ruf, dass seine Urteilsfähigkeit immer den Punkt traf. Die besten Inspirationen für seine Predigten erhielt er bei der Feldarbeit. von Marnitz galt als sehr heimatverbunden.
1907 wurde Xaver von Marnitz offiziell Propst des Sprengels Riga-Land.
Im April 1908 feierte er sein 25-jähriges Amtsjubiläum als Pastor. An der Feier nahmen zahlreiche Geistliche aus Riga und vom Land sowie viele Gemeindemitglieder teil, darunter der lettische Schulmeister und die Kirchenvormünder. Es fand ein Festmahl statt; Generalsuperintendent Th. Gaethgens verlas ein Grußwort des Livländischen Evangelisch-Lutherischen Konsistoriums; ferner sprachen Pastor Eberhard Savary als Vertreter der Pastoren des Sprengels und Pastor Ludwig Behrsing aus Allasch; dieser lobte in lettischer Sprache Marnitz' Verbundenheit mit den Letten und dessen Verbleib bei seiner Gemeinde während der Revolution. Stadtrat W. von Bulmerincq sprach im Namen der Stadt Riga, welche Patronin der Pfarre war. Ein lettischer Gemeindevorsteher dankte Marnitz im Namen der Gemeinde für seinen Dienst und meinte: „So groß auch die Schar sein möge, die heute glauben, solchen Dienstes nicht zu bedürfen, - auch sie werden einst überwunden sein.“ Diese Worte sollten später als Motto für Marnitz' Leben gesehen werden. Die Feier war schlicht und dauerte bis 20 Uhr.
1911 wurde Xaver von Marnitz gemeinsam mit Arthur Walter und anderen Geistlichen mit dem Brustkreuz ausgezeichnet.

### Verbannung
Den Ausbruch des Ersten Weltkrieges kommentierte Xaver von Marnitz mit:

„Jetzt fällt die große Entscheidung über unser Sein und Nichtsein.“

Er drückte die Hoffnung aus, dass sein Land in Zukunft nicht mehr unter russischer Vorherrschaft stehen werde, die er als Unterdrückung betrachtete. Diese Erwartung sollte sich zunächst nicht erfüllen: Vom 13. Dezember 1915 bis 1917 verbannte ihn die kaiserlich-russische Staatsmacht nach Taschkent in Turkestan. Er hatte sich zu sehr für einen unter Spionageverdacht stehenden jungen Mann eingesetzt. Ein alter Pastor meinte, dass er seinen Freund von Marnitz von allen Verbannten am meisten bedauere, da andere etwas hätten, dass ihnen in der Verbannung Trost spende, wie Wissenschaft, Kunst oder andere persönliche Talente. Von Marnitz seien aber seine Heimat und insbesondere die Gemeindemitglieder über alles gegangen, die er nun nicht mehr habe. In Taschkent schrieb von Marnitz:

„Es steigt wie Bitterkeit in mir auf, wenn ich mir des bewusst werde, dass es der Bosheit der Menschen gelungen ist, die heiligsten Bande zu lösen, und es erfasst mich Ingrimm bei dem Gedanken, dass meine heranwachsenden Kinder mir fremd werden.“

aber auch:

„Es werden mir Gottes Wege klarer und klarer, warum ich aus der Heimat fort musste.“

Er lernte also, wie er es sah, sich Gottes Willen zu beugen.

### Rückkehr
Die Februarrevolution 1917 ermöglichte Xaver von Marnitz die Rückkehr aus der Verbannung; die deutsche Besetzung Rigas, die zwischenzeitlich eingetreten war, verzögerte seine Rückkehr aber um weitere sieben Monate. Seine Sehnsucht nach der Heimat war offenbar so stark, dass er die Gefahr auf sich nahm, auf Schleichwegen durch die Frontlinien hindurch zurückzukehren.
Nach 2½ Jahren traf er seine Familie wieder. Ab der zweiten Jahreshälfte 1918 konnte er also wieder seine früheren Ämter wahrnehmen. Seine Gemeinde hatte im Kampfgebiet gelegen; die Kirche und das Pastorat waren vollständig zerstört worden. Die Bevölkerung war ausgesiedelt worden, nur noch wenige Gemeindemitglieder waren geblieben. Xaver von Marnitz war sehr bemüht, die Gemeinde wieder zusammenzuführen und zurückzugewinnen. Seinen Dienst versah er im nahegelegenen Baldohn, von wo aus er auch die Gemeinde in Üxküll bediente. Er besuchte auch die deutschen Soldaten in verschiedenen Lagern, um mit ihnen Gottesdienst zu feiern, und hatte intensiven Kontakt mit Offizieren und anderen Angehörigen der deutschen Streitkräfte. Dabei stellte er zu seinem großen Bedauern fest, dass viele von diesen nicht dem Idealbild entsprachen, dass er sich zuvor von den Deutschen gemacht hatte.
Er blieb in Lettland, als dessen deutsche Besetzung endete. Die Kapitulation des Deutschen Reiches sah er als Katastrophe für das Baltikum an; er meinte dazu:

„Was liegt an unserem kleinen Schicksal, aber Deutschland darf nicht untergehen, ich lebe der Hoffnung, dass es sich doch noch zu seinem Gott wiederfinde und auferstehe.“

Die Bolschewiki näherten sich und in Riga wurde die Baltische Landeswehr gegründet, der auch drei Söhne Marnitz' beitraten, worüber er seine Freude ausdrückte:

„Wenn ich nicht Pastor wäre, würde ich auch in die Landeswehr eintreten, in der sich sicherlich auch noch ein Posten für mich alten Kerl finden würde.“

Marnitz blieb also im Raum Riga und betreute weiter die Überreste seiner Gemeinde, wobei er sich der drohenden Gefahr bewusst war:

„Was man sein Leben lang gepredigt hat, muss man auch bereit sein, mit der Tat zu beweisen.“

Tatsächlich sollte ihm sein Bleiben zum Verhängnis werden. Nur kurze Zeit vor dem Einmarsch der Bolschewiki in Riga wurde in einer lettischen Einheit eine kommunistische Organisation erkannt. In der Düna lagen einige britische Kriegsschiffe, welche deren Kaserne beschossen. Die kommunistische Einheit kapitulierte und die Anführer wurden nach dem Kriegsrecht zum Tode verurteilt. Marnitz wurde von britischer Seite gebeten, den Verurteilten geistlichen Beistand zu geben. Dem kam er nach und spendete einigen von ihnen das Abendmahl, bevor sie erschossen wurden. Die britische Marine zog sich aus Riga zurück, das den Bolschewiki damit offenstand.

### Haft und Hinrichtung
Am 3. Januar 1919 kam es dann zur sowjet-russischen Besatzung Rigas. Xaver von Marnitz wurde angeklagt, durch die Spendung des Abendmahls an der Hinrichtung der Widerstandskämpfer beteiligt gewesen zu sein. Diese Interpretation und Animositäten mit einigen Gemeindemitgliedern, die noch von der Revolutionszeit 1905 herrührten, führten dazu, dass er am 12. Januar verhaftet und am 15. Januar von der bolschewistischen Administration im Zitadellengefängnis in Riga inhaftiert wurde. Die Zelle war dunkel, und er teilte sie unter anderem mit einem lettischen Beamten, der seiner Gemeinde angehört hatte. Dieser berichtete nach seiner Befreiung, dass Marnitz auch während dieser Haft seelsorgerisch tätig war.
Die darauf folgenden Ereignisse sind nicht sicher bekannt; es liegen keine von Xaver Marnitz verfassten Schriftstücke aus dieser Zeit vor; er hatte keinerlei Kontakt zu seiner Familie. Die Bolschewiki sorgten dafür, dass die Familie und Freunde in der Gemeinde nicht erfuhren, wo sich Marnitz befand. Erst im Nachhinein wurde seinen Angehörigen bekannt, dass er am 30. Januar aus seiner Zelle geholt wurde. Im Historischen Staatsarchiv in Riga befindet sich das Protokoll über seine Verurteilung mit folgendem Text:
Noteesato Noseedsneeku Saraksts
Kuri no Rewoluzionala Tribunala notecsati us nahwi.Ikschkiles magzitaja Ksawera Marniza leetu par lihdsdalibu 1905 g. soda ekspedizija un beedra Eglischa un Rudsischa noschauschana un rewoluzionnaras kustibas apkaroschanu no basnizas kanzeles.
Par peedalischanos soda ekspedizija 1905 g. un ka us wina norahdijumeem noschauti wairaki strahdneeki un no kanzeles apkarojis rewoluziju.
Die Zeitung Rote Fahne berichtete, er sei zum Tode verurteilt worden. Der Zeitpunkt seiner Hinrichtung war zunächst unbekannt, und die Todesnachricht wurde als Gerücht verbreitet. Nach dem Protokoll im Historischen Lettischen Staatsarchi fand die Hinrichtung am 30. Januar statt. Im Juni wurde die Nacht vom 30. auf den 31. Januar vor 24 Uhr als Todeszeitpunkt festgestellt, ferner, dass er, wie andere baltische Geistliche und viele andere Personen, im Wald von Biķernieki erschossen worden war. Nicht einmal sein Grab oder seine sterblichen Überreste wurden gefunden.
Ein Pastor war in einer anderen Zelle inhaftiert und hörte an der Tür, wie sich zwei Wärter über von Marnitz' Tod unterhielten: Einer der beiden erzählte, von Marnitz habe für die, welche ihm das Leben nahmen, auf dem Weg zur Richtstätte gebetet. Er soll mit den Worten, Herr vergib ihnen, denn sie wissen nicht was sie tun, ohne zu Wimmern in den Tod gegangen sein. Die Rigasche Rundschau, die darüber berichtete, urteilte, von Marnitz sei von seiner Persönlichkeit her aber kein passiver Dulder, sondern ein temperamentvoller Mann gewesen, der sich selbst überwinden musste, um widerstandslos das Martyrium erdulden zu können, was ihm aber gelungen sei.

## Nachleben
Allein in Riga wurden in den 4½ Monaten der Besetzung durch die Bolschewiki 3654 Todesurteile wie das gegen Xaver Marnitz vollstreckt; so starb am Morgen des 16. Februar Pastor Heinrich Bosse, am 14. März die Pastoren Eugen Berg und Theodor Scheinpflug sowie 60 weitere Personen, am 16. März Pastor Paul Fromhold-Treu mit 30 weiteren Personen, am 20. März Pastor Paul Wachtsmuth und am Morgen des 26. März Propst Karl Schlau, Pastor Edgar Haßmann und 45 weitere Personen. Am 22. Mai 1919 endete die bolschewistische Besatzung Rigas. Noch kurz vor ihrer Flucht töteten Bolschewiki 32 Gefangene, darunter Marion von Klot und die Pastoren Hermann Bergengruen, Erhard Doebler, August Eckhardt, Theodor Hoffmann, Eberhard Savary, Eugen Scheuermann, Theodor Taube und Ernst Fromhold-Treu. Zahlreiche Inhaftierte wurden in die Russische Sozialistische Föderative Sowjetrepublik verbracht und kehrten erst nach ein oder zwei Jahren zurück, sofern sie die Haft überlebten.
Als Marnitz' Tod bekannt wurde, schrieb ein lettisches Gemeindemitglied: „Ich kann und will es nicht glauben, dass unser Pastor, der mir mehr als Vater war, nicht mehr unter uns leben soll. Aber andererseits musste sich die Heilige Schrift an ihm erfüllen, damit auch die Verheißung, die dem Gerechten gegeben, sich an ihm erfüllen konnte.“
Zur Erinnerung an Marnitz und andere baltische Märtyrer wurde auf dem Großen Friedhof in Riga in den 1920er Jahren neben der Neuen Kapelle der Rigaer Märtyrerstein errichtet. Es handelte sich dabei um einen Obelisken aus schwarzem Granit, auf dem im oberen Bereich die Namen der im Rigaer Zentralgefängnis getöteten Pastoren (siehe dazu den Artikel über Marion von Klot, die dabei ebenfalls getötet wurde) und im unteren Bereich die Namen von 32 weiteren geistlichen Opfern, darunter Marnitz, aufgelistet waren.
Nach dem Zweiten Weltkrieg wurde der Stein von der sowjetischen Verwaltung zerstört. Im Zuge der Bestrebungen, den Großen Friedhof wiederherzustellen, konnte auch der Märtyrerstein im Jahre 2006 neu eingeweiht werden.

## Familie

### Vorfahren
Der Pastorenberuf hatte in der Familie Marnitz eine weit zurückreichende Tradition. Einer der Vorfahren Xaver von Marnitz', Kaspar Marnitz, war bereits im Jahre 1641 Pastor im Raum Magdeburg. Im 18. Jahrhundert wanderte ein Teil der Familie nach Livland aus. Sein Großvater, Friedrich von Marnitz, Schulinspektor von Lemsahl, hatte ebenso wie sein Vater Ludwig von Marnitz, an der Universität in Dorpart Theologie studiert.
Xaver von Marnitz' Eltern waren:
- Ludwig Wilhelm von Marnitz (* 31. Mai 1813 in Lemsal; † 27. Juli 1872 in Karlsbad, Riga-Strand), Pastor von Papendorf: Er war bekannt dafür, jedes Gemeindemitglied vom Kind bis zur betagten Person durch seine seelsorgerische Tätigkeit persönlich gut zu kennen.
- Alexandra Petronella von Marnitz, geborene von Erdberg (* 15. Juli 1828 in Radzuni, Gouvernement Kowno; † 14. Januar 1918 in Goldingen, Gouvernement Kurland).

### Geschwister
Xaver von Marnitz' Geschwister waren:
- Halbschwester väterlicherseits:
  - Christina Karoline Amalie Marnitz (* 8. Oktober 1842 im Pastorat Papendorf; † 16. August 1845)
- Vollgeschwister:
  - Theophil Friedrich von Marnitz (* 31. März 1849 im Pastorat Papendorf)
  - Julie Bertha Elisabeth von Marnitz (* 5. Mai 1850 im Pastorat Papendorf; † 16. Juli 1883 in Schoenen bei Luzern, Schweiz)
  - Bertha Annette von Marnitz (* 23. Juni 1851 im Pastorat Papendorf)
  - Sophie Alexandra Marnitz (* 12. April 1853 im Pastorat Papendorf; † 27. Dezember 1874 in Walk)
  - Robert von Ludwig Marnitz (* 6. November 1857 im Pastorat Papendorf; † 2. Dezember 1929 in Berlin-Wilmersdorf), Philologe und Professor, Vater des Viktor von Marnitz
  - Ella Louise Marianne von Marnitz (* 12. März 1863 im Pastorat Papendorf)

### Ehefrauen und Nachkommen
Am 4. Dezember 1884 heiratete Xaver von Marnitz in Riga Anna Emmeline Heß (* 5. November 1862 in Riga; † 21. Mai 1896 in Üxküll), eine Tochter des Architekten Friedrich Wilhelm Heß und der Karoline, geborene Schötzke. Aus dieser Ehe stammen folgende Kinder:
- Hertha Elisabeth Marnitz (* 20. Oktober 1885 in Lasdohn)
- Lucy Charlotte Marnitz (* 20. September 1886 in Lasdohn; † 9. September 1924 in Tolla, Estland)
- Elsa Marie Marnitz (* 28. Juli 1888 in Lasdohn)
- Grea (Margarete) Olga Marnitz (* 1. Mai 1890 in Lasdohn)
- (Fritz) Ludwig Arnold Friedrich Marnitz (* 25. Dezember 1892 in Üxküll)
- Harry Xaver Marnitz (* 2. Juni 1894 in Üxküll; † 2. November 1984), Masseur und Arzt, Entwickler der Schlüsselzonenmassage

Ende 1918 trat Harry Xaver Marnitz in die Baltische Landeswehr ein, die zusammen mit deutschen Freicorps nach dem Zusammenbruch der deutschen Militärmacht erfolglos gegen den Bolschewismus antrat. Die Inhaftierung und Hinrichtung Xaver Marnitz' sollte wohl im Zusammenhang damit gesehen werden.
1896 verwitwet, heiratete Xaver Marnitz am 10. Februar 1898 im Gut Lehden bei Kandau Wilhelmine Anna Else Berting (* 9. Februar 1867 in Riga-Hagensberg; † 1958 in Göttingen) aus Riga, eine Tochter des Landwirts Georg Berting und der Emilie, geborene Rühzen. Aus dieser Ehe stammen:
- Paul Martin Georg Marnitz (* 30. Dezember 1898 in Üxküll; † 7. April 1920 im Feldhospital in Rositten)
- Anna Lisbeth Marnitz (* 20. September 1901 in Üxküll)
- Meinhard Marnitz (* 5. Dezember 1902 in Üexküll; † nach 1962), Dr.-Ing., SA-Führer
- Barbara Marie Marnitz (Eggink) (* 29. Februar 1908 in Üxküll; † 26. Februar 1955 in Ontario, Canada), verheiratet mit Hugo James Eugen Eggink, (*19. Februar 1905. [*4. März 1905.] Jacobstadt (Jēkabpils) † nach 1993.).
- Ingeborg Marnitz (* 13. Juli 1911 in Üxküll †).

Insgesamt hinterließ Xaver von Marnitz elf Kinder.

## Gedenktag
30. Januar im Evangelischen Namenkalender.
Der Gedenktag wurde zunächst von Jörg Erb für sein Buch Die Wolke der Zeugen (Kassel 1951/1963, Bd. 4, Kalender auf S. 508–520) eingeführt. Die Evangelische Kirche in Deutschland übernahm im Jahre 1969 diesen Gedenktag in den damals eingeführten Namenkalender.